# Ko Phi Phi Don
Ko Phi Phi Don (en tailandés: เกาะพีพีดอน, en ocasiones transliterado como Ko Pi Pi Don o Koh Phi Phi Don) es la mayor de las islas Phi Phi, en el mar de Andamán, en Tailandia. Es la única isla en el grupo con habitantes permanentes e infraestrctura hotelera.
Al igual que las otras cinco islas en el parque nacional de Hat Noppharat Thara-Mu Ko Phi Phi (Ko Phi Phi Lee y cuatro más pequeñas: Ko Yung o Isla de los Mosquitos, Ko Mai Phai o Isla del Bambú, Ko Pida Nok y Ko Pida Nai), Ko Phi Phi Don es una isla volcánica en gran parte compuesta de piedra caliza, casi separada en dos islas pero con un hilo de tierra plana que la conecta. En este tramo se encuentra la población más grande de la isla, la villa Tonsai, donde hay numerosas tiendas, bares, restaurantes y complejos turísticos.

## Toponimia
El nombre de las islas Phi Phi proviene del malayo. Originalmente se llamaban Pulau-Api-Api, en referencia a un árbol llamado manglar gris, muy común en las islas.

## Transporte
Los dos aeropuertos más cercanos son los de Krabi y Phuket. La única forma de llegar a la isla es en transbordador desde Phuket (muelle Rassada), Krabi (Khlong Jilad), Ko Lanta (Salatan) y Phang-nga. Las embarcaciones tienen menor frecuencia durante las temporadas de lluvias (en el mes de julio). Se puede llegar a las otras islas del parque nacional en excursiones en barcos. Dentro de la villa Tonsai (la única zona poblada de la isla con excepción de algunos complejos hoteleros) no se utilizan regularmente coches particulares y solamente hay caminos para circular a pie o en bicicleta.

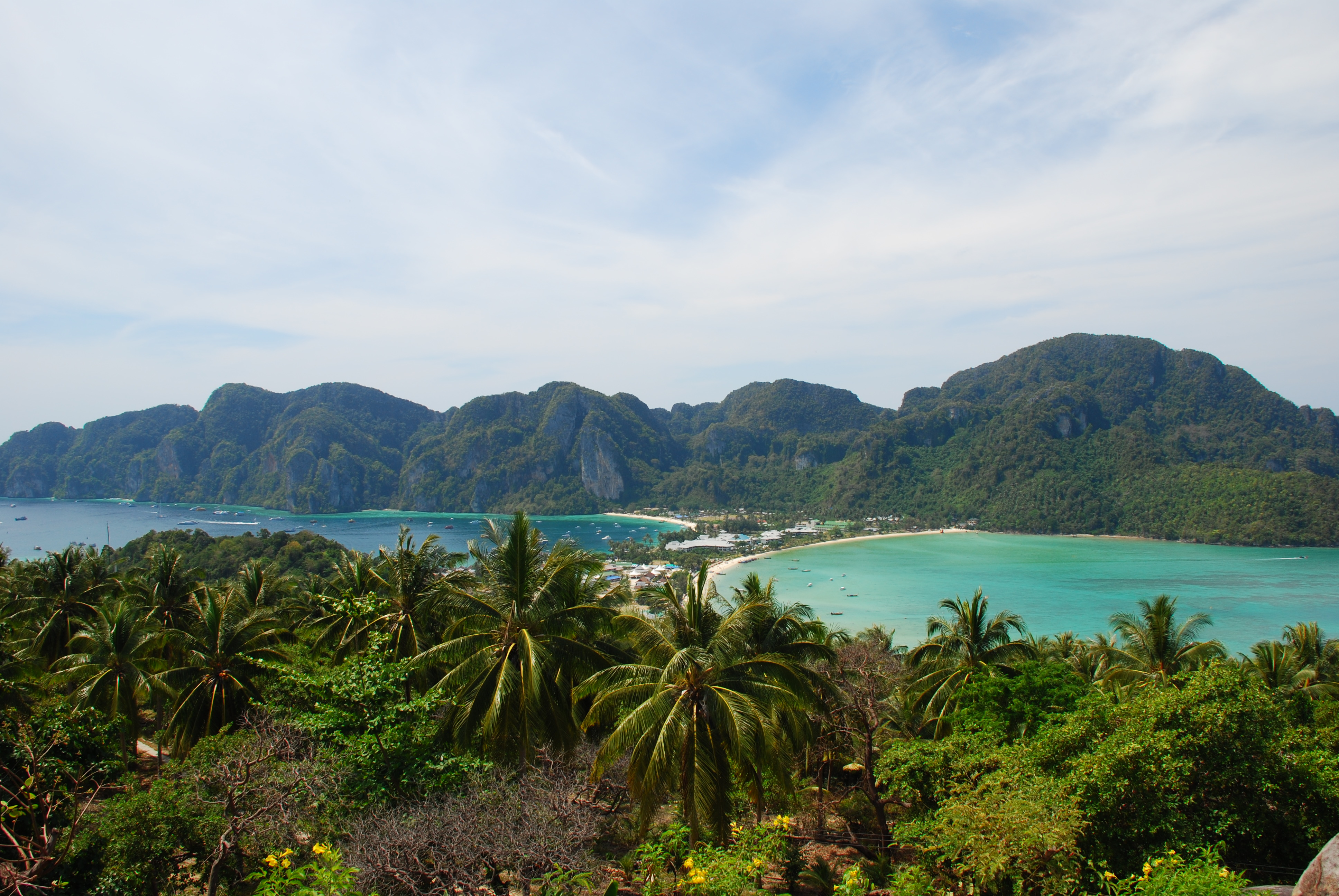
Vista desde el mirador.
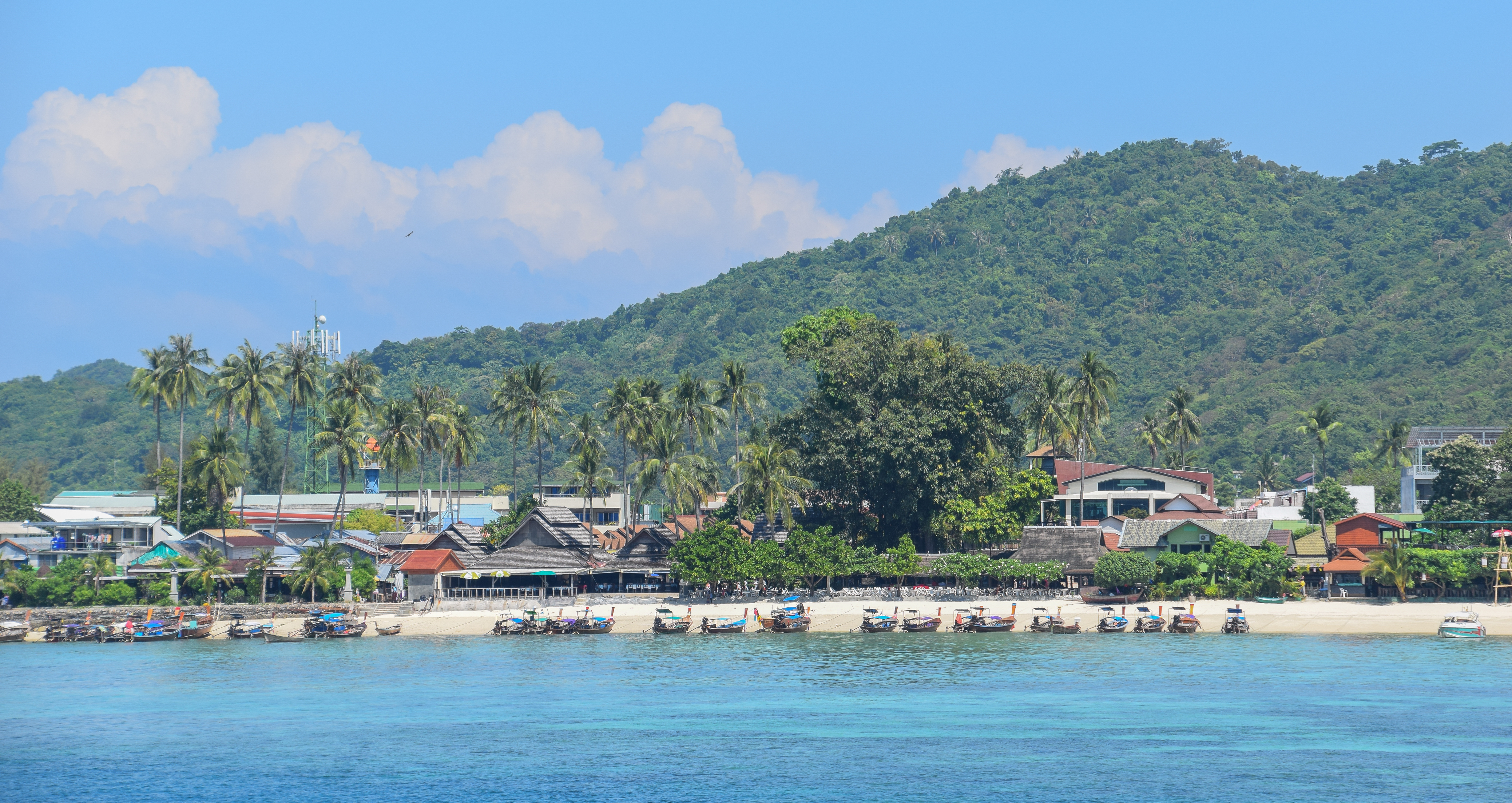
Muelle de la villa Tonsai.

## Actividades
En Phi Phi Don hay numerosos establecimientos que ofrecen todo lo necesario para la práctica de buceo, esnórquel y navegación en kayak. También se puede hacer escalada en roca en el extremo oeste de Tonsai. Al norte de la villa está la extensa playa de arena Loh Dalum, y desde el mirador hay una vista panorámica de buena parte de la isla.

## Historia
Urak Lawoi es una tribu del grupo indígena nómada Chao Lay (Gente del Mar), que navegó en el mar de Andamán durante al menos 300 años. Los Urak Lawoi fueron los primeros pobladores de las islas Phi Phi, así como otras de la zona, entre ellas Phuket, Ko Lanta, Ko Tarutao y Ko Lipe.
Phi Phi Don fue habitada por pescadores musulmanes durante las décadas de 1940-1950, que al establecerse en tierra se dedicaron a plantar cocos.
La isla ganó una variedad de culturas con la llegada de inmigrantes budistas, chinos tailandeses y moken, conocidos como gitanos del mar.
Phi Phi Don comenzó a recibir masivamente turistas a partir de la película La playa, filmada en la isla Phi Phi Lee (a menos de cinco kilómetros de Phi Phi Don) y estrenada en 2000. Desde entonces, gran parte de la economía de la isla está basada en el turismo.
La gran cantidad de visitantes turísticos provocó una sobrepoblación en la isla, así como problemas relacionados con la contaminación y la falta de agua potable. Phi Phi Don recibe más de mil visitantes diarios, que producen unas 25 toneladas de basura por día, que aumenta a 40 toneladas durante la temporada alta.
El 26 de diciembre de 2004, el tsunami provocado por un terremoto en el océano Índico arrasó gran parte de la isla (se estima que el 70 por ciento de las construcciones fueron destruidas) y ocasionó la muerte de unas 1700 personas.

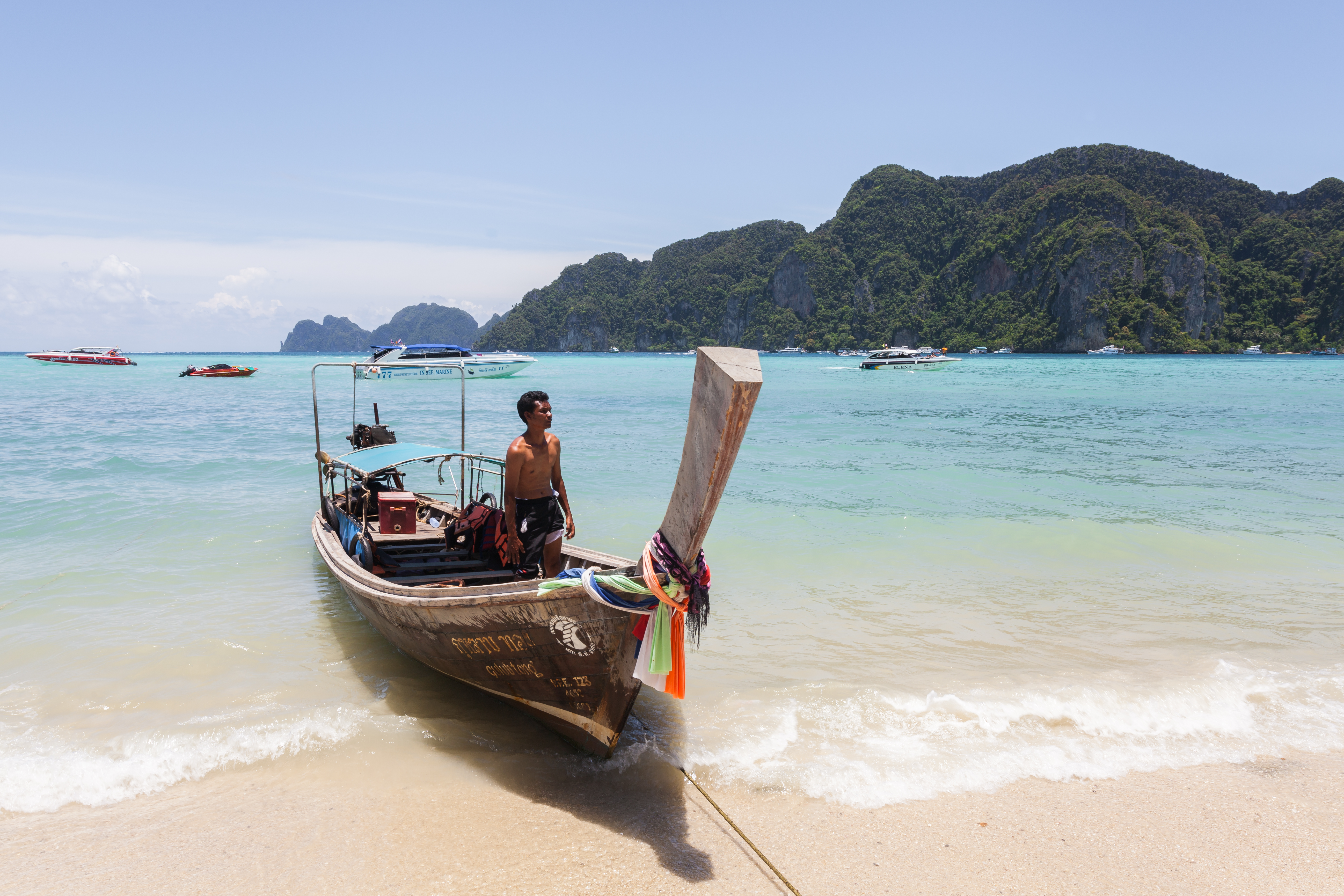
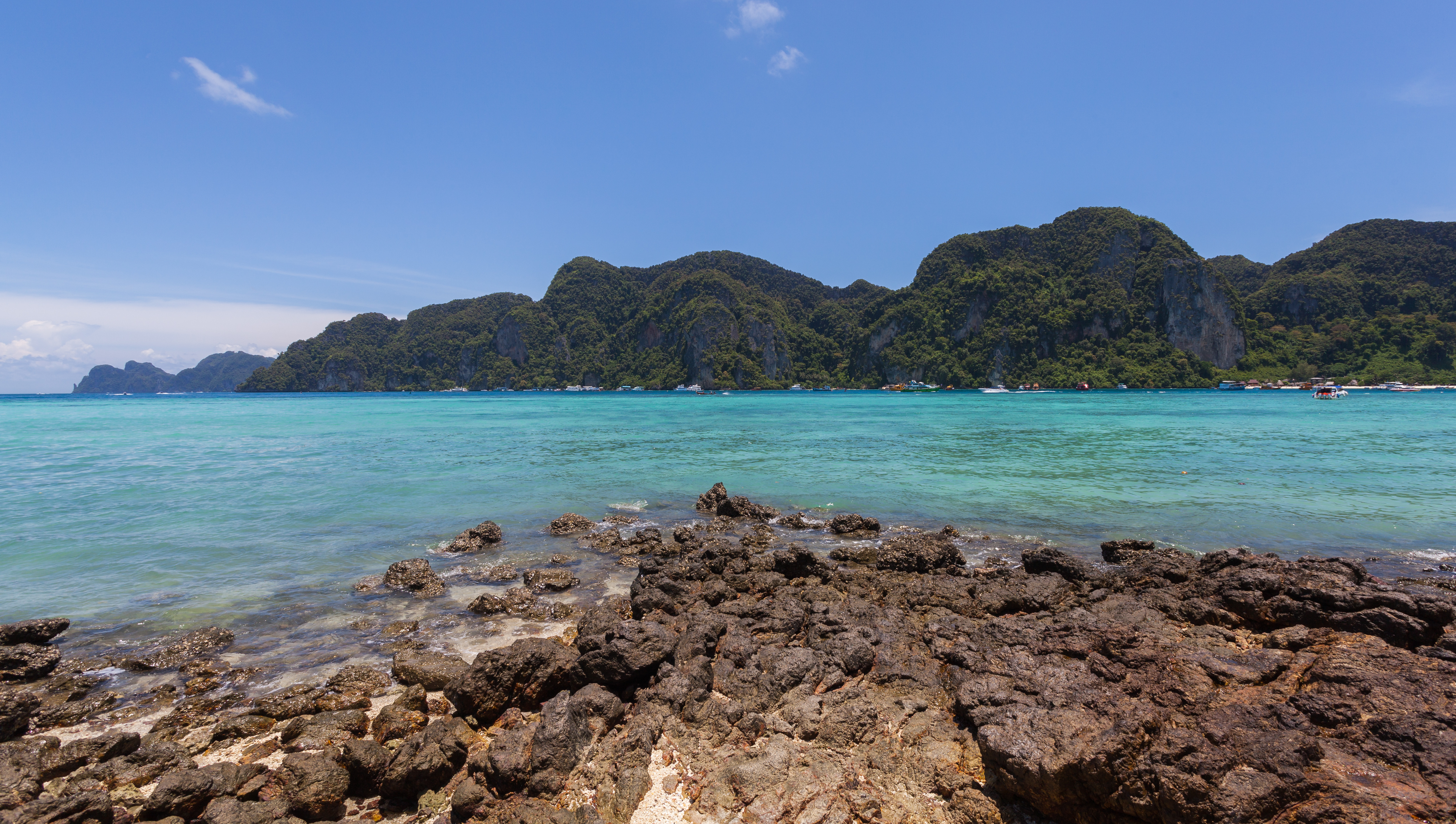
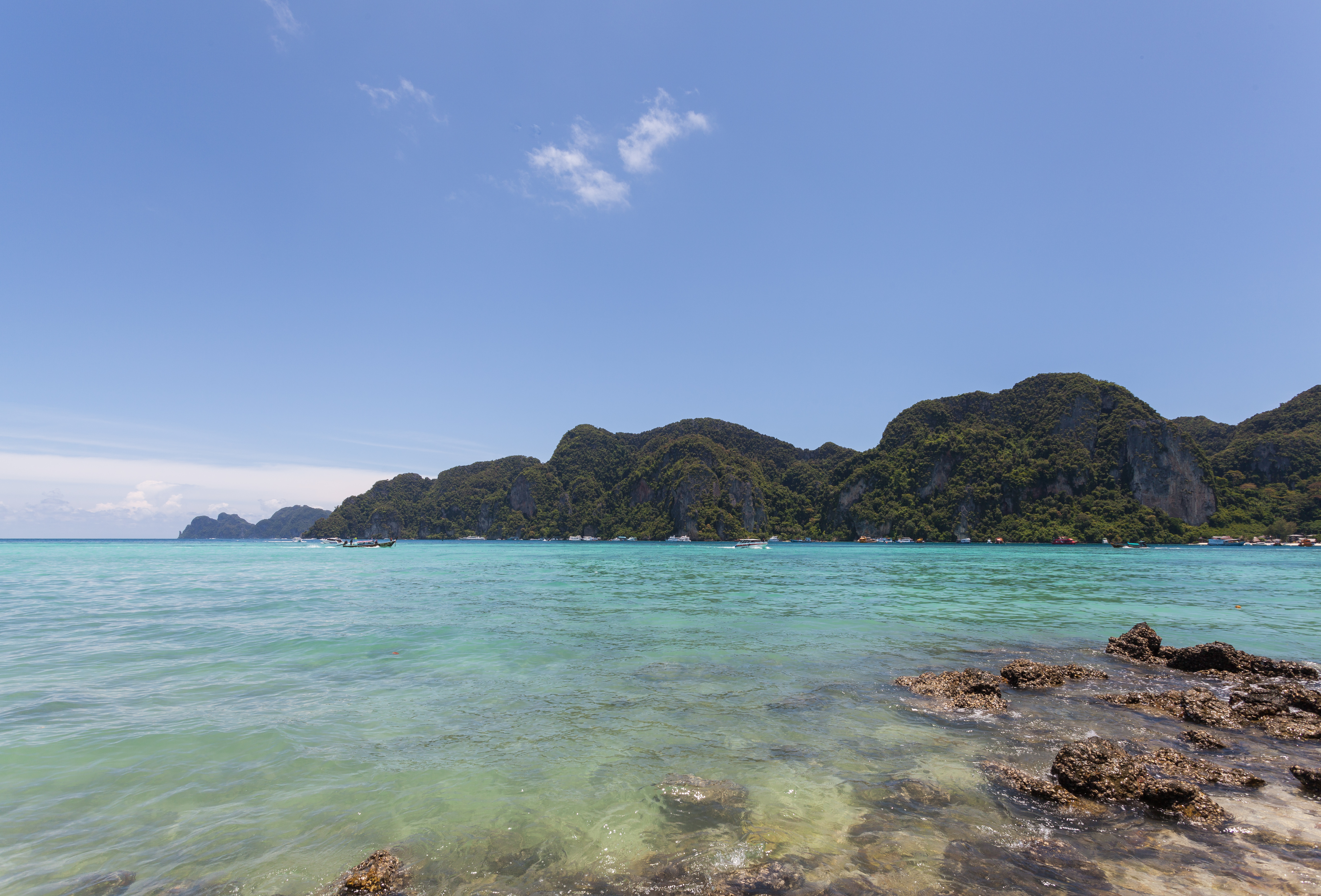
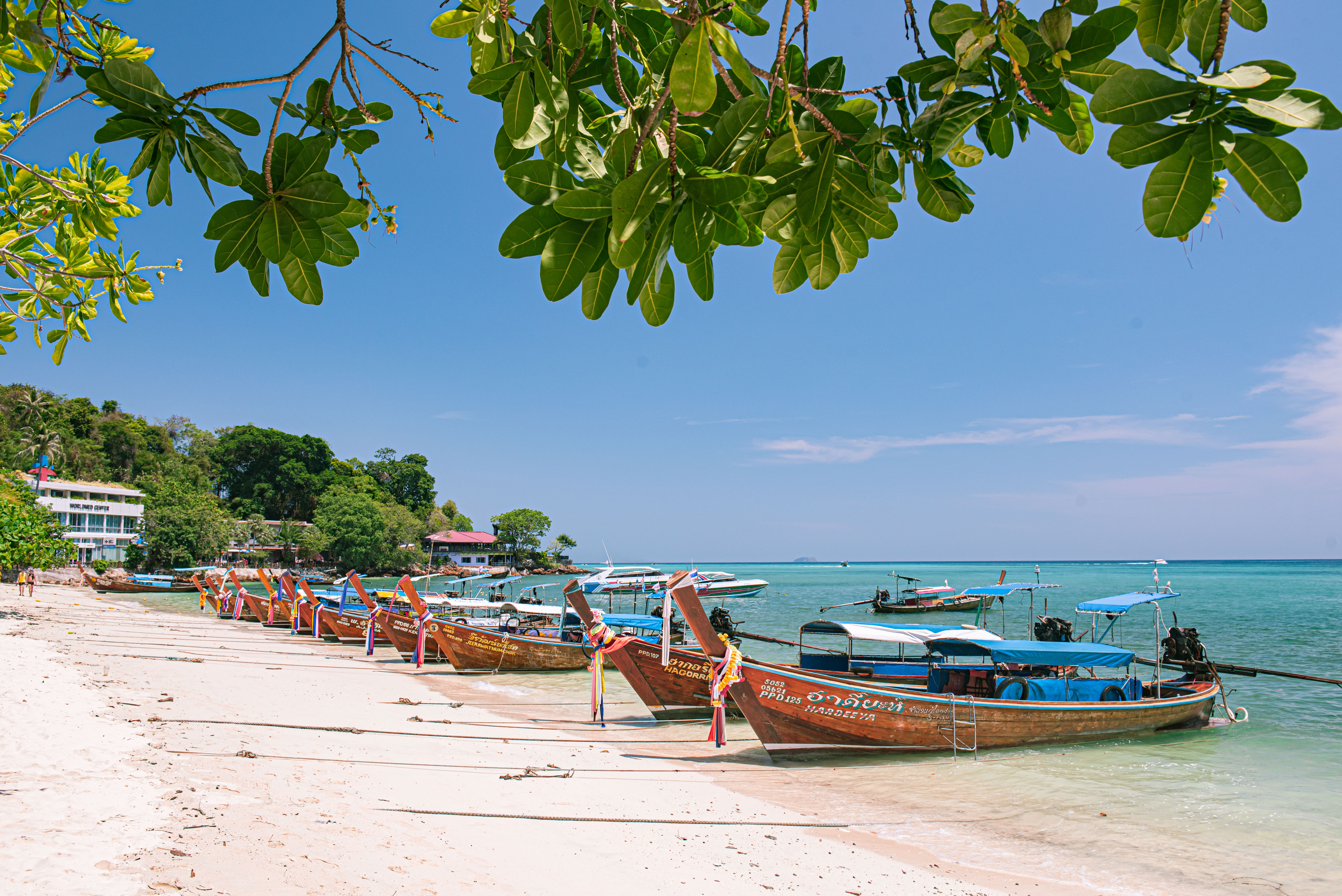
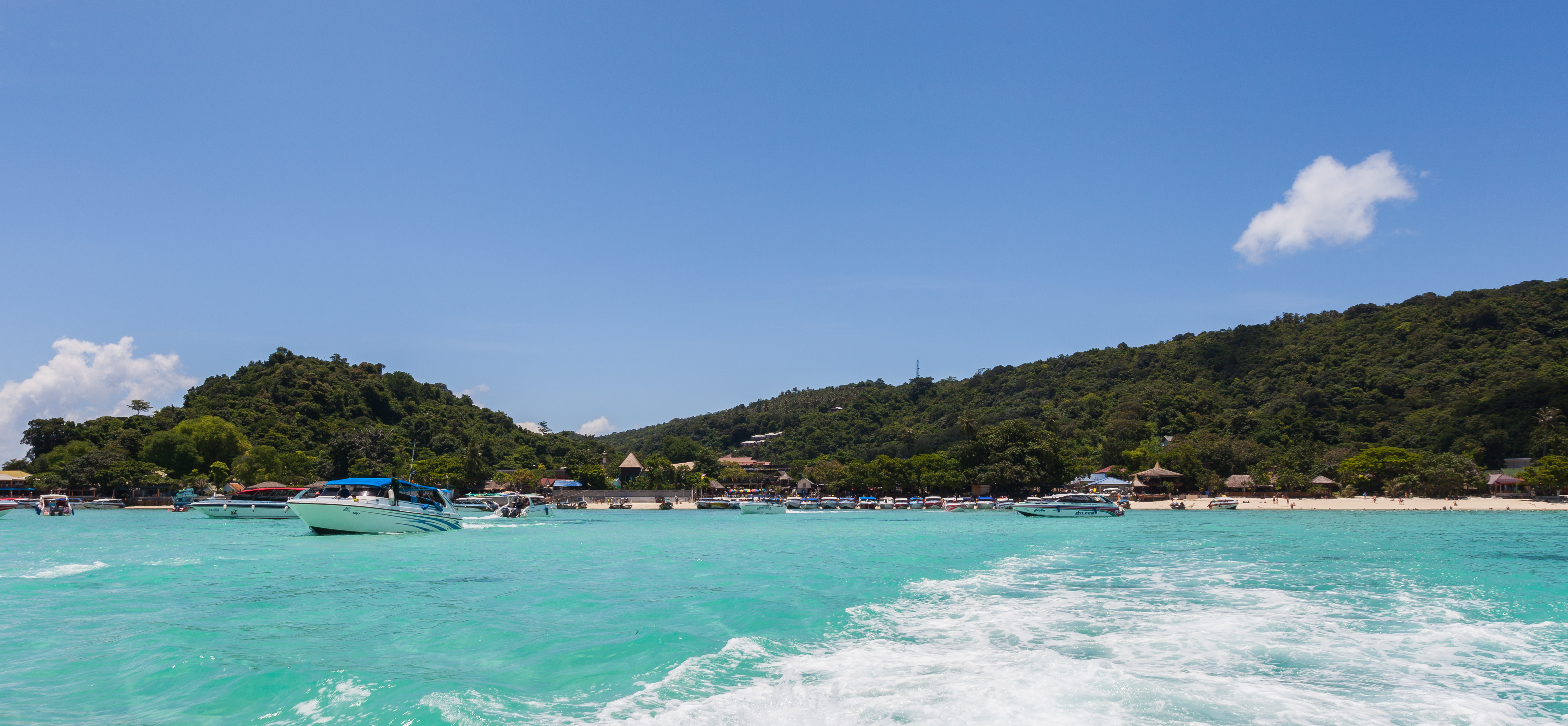